# Râul Mitaciul Mic
Râul Mitaciul Mic este unul din cele două cursuri de apă care formează râului Mitaci. 